# Henry Ponsard
Pour les articles homonymes, voir Ponsard.
Henry Ponsard est un homme politique français né le 8 juin 1896 à Constantine (Algérie) et décédé le 4 novembre 1960 à Marseille (Bouches-du-Rhône)

## Biographie
Courtier en marchandises à Marseille, il est conseiller général du deuxième secteur de Marseille quand il est élu député des Bouches-du-Rhône en 1936. Opposant au Front populaire, il prône un rapprochement avec l'Italie fasciste. Le 10 juillet 1940, il vote les pleins pouvoirs au maréchal Pétain.

## Sources
- « Henry Ponsard », dans le Dictionnaire des parlementaires français (1889-1940), sous la direction de Jean Jolly, PUF, 1960 [détail de l’édition]